# Артемівський український музично-драматичний театр
Артемівський український музично-драматичний театр — колишній український театр, що діяв до 1963 року в м. Артемівськ, Донецька область, нині — м. Бахмут.

## Історія
Артемівський театр був створений на базі самодіяльного театру саносвіти в 1920-х роках.
В 1933—1941 мав назву — Донецький український робітничо-колгоспний пересувний театр, з 1941 — Артемівський.
В роки Другої світової війни був в евакуації: 1941—1944 — працював у Кзил-Орді (Казахстан) і в Джалал-Абаді (Киргизстан).
З 1944 — в Макіївці. 1946 року повернувся в Артемівськ.
З театром пов'язана творчість Н. X. Тимошенко, О. О. Аудківської, П. П. Дзюби, В. В. Слаболіцької. Тут працювали Трохим Івлєв, Микола Протасенко, Єлизавета Аведикова, Марія Адамська. Режисером і директором театру в 1938—1941 роках був один з фундаторів Молодого театру Леся Курбаса Валерій Васильєв.
Вистави: «Наталка Полтавка» І. Котляревського, «Назар Стодоля» Т. Шевченка, «Лимерівна» П. Мирного.
Театр діяв до 1963 року.

## Директори театру
- 1929–1932 — Воловик Г. В.
- 1938–1941 — Васильєв В. М.
- 1944–1947 — Шнейдерман Ю. Л.
- 1947–1949 — Аведиков-Авдієнко П. О.
- 1949–1952 — Пихтін Д. Г.
- 1952–1954 — Молчанов М. В.
- 1954–1957 — Воловик Г. В.
- 1957–1958 — Цимбал К. В.
- 1958–1959 — Яшин В. П.
- 1959–1961 — Грабовський М. О.
- 1961–1963 — Веремієнко В. В.